# 핀란드 국립도서관

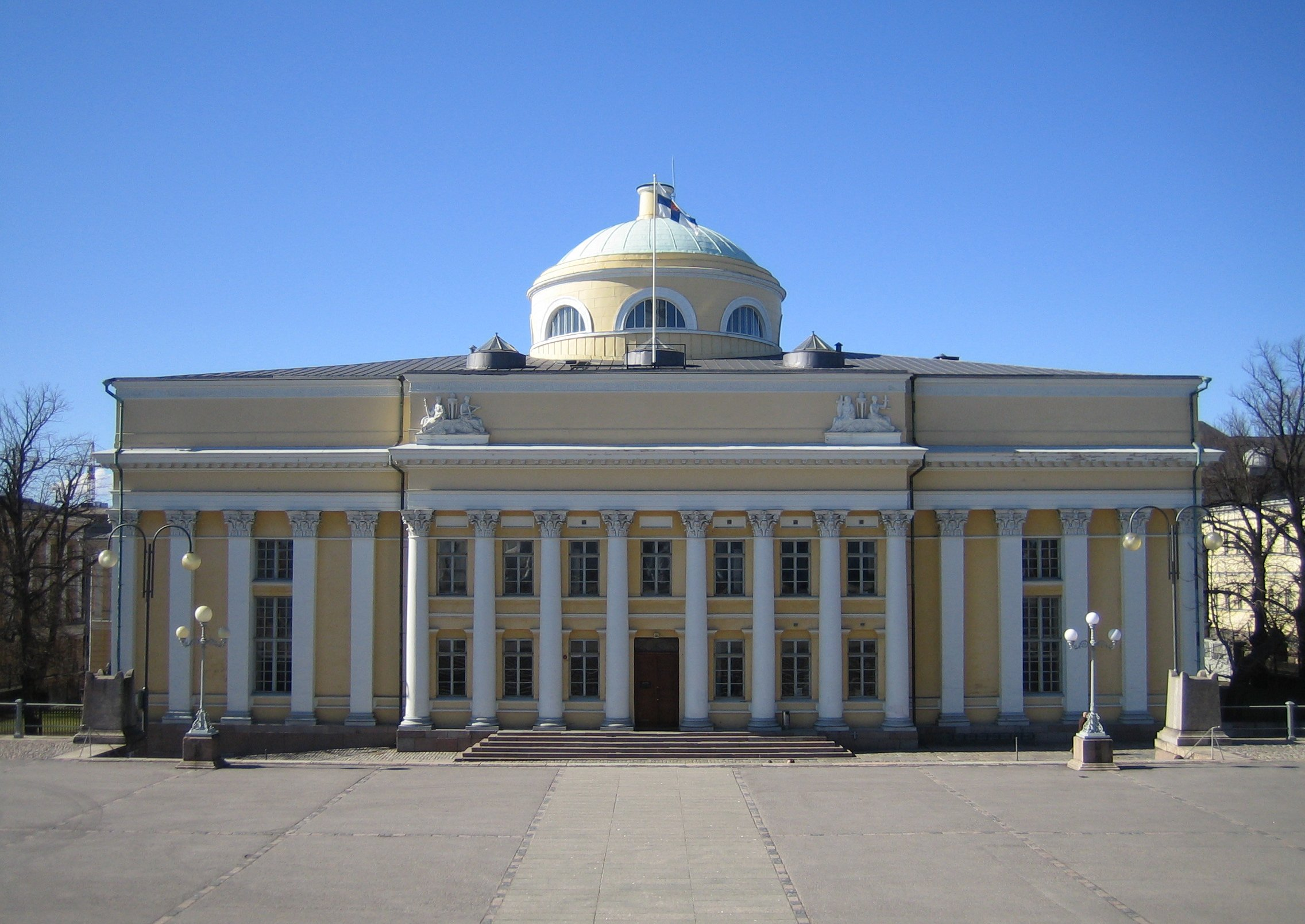
핀란드 국립도서관

핀란드 국립도서관(핀란드어: Kansalliskirjasto)은 핀란드 헬싱키 세나틴토리 광장 부근에 위치한 국립도서관이다. 헬싱키 대학교의 일부로서 원래는 '헬싱키 대학교 도서관'이라는 이름이었지만 2006년 8월 1일부터 지금의 이름으로 개명하였다.
핀란드 국립도서관의 설립 목적은 핀란드의 문화유산을 담고자 하는 것이다. 핀란드 법에 따라 국립도서관은 납본도서관으로 지정되어, 모든 인쇄물과 시청각 매체 (핀란드산 영화나 핀란드에서 개봉한 영화 제외)의 복사본을 전달받도록 되어 있다. 이들 복사본은 도서관 측에 의해 국가 컬렉션으로 지정하며, 나머지 핀란드 대학 도서관 다섯 곳을 관할 기관으로 두고 있다. 뿐만 아니라 핀란드 국립도서관은 인터넷 자료들을 수집하고 보존하도록 할 의무를 지니고 있다.
핀란드 국민이라면 누구든 국립도서관 회원으로 등록, 도서관 자료를 이용하고 빌릴 수 있다. 다만 국가 컬렉션에 속한 발행물은 도서관 외부로 유출될 수 없도록 되어 있다. 핀란드 국립도서관은 러시아 제국 시대의 발행물을 가장 많이 소장하고 있는 곳이기도 하다.
도서관 본관은 1844년에 지어졌으며, 건축가 칼 루드비그 엔젤이 설게하였다. 1903년에는 로툰다관을 신축하였다. 국립도서관 컬렉션의 대다수는 키랴루올라 (Kirjaluola, →책 동굴)라는 이름의 지하 벙커에 보관되어 있는데, 암반을 뚫고 도서관 지하 18m 자리에 조성한 곳으로 그 규모는 57,600세제곱미터에 달한다.

## 같이 보기
- 헬싱키 대학교